# Incidente sulla linea Ninth Avenue
L'incidente sulla linea Ninth Avenue (in inglese Ninth Avenue derailment, IPA: [nʌɪnθ ˈævəˌnu dɪˈreɪlmənt]) avvenne l'11 settembre 1905, quando un treno in transito sulla linea IRT Ninth Avenue deragliò a causa dell'eccessiva velocità provocando la morte di 13 persone e il grave ferimento di altre 48.
Può essere considerato il più grave incidente mai avvenuto sulla rete di linee sopraelevate di New York e il terzo nell'ambito della metropolitana di New York, dietro solo a quelli avvenuti a Times Square e sulla linea Brighton.

## Il contesto
I treni in transito sulle linee IRT Ninth Avenue e IRT Sixth Avenue condividevano lo stesso binario al di sopra di West 53rd Street, ovvero il punto in cui la linea Sixth Avenue curvava diramandosi. I treni in direzione downtown mostravano generalmente dei dischi per indicare allo scambiatore se era necessario attivare il deviatoio per entrare nella curva o se non era necessario in quanto dovevano dirigersi verso la stazione di 50th Street.

## L'incidente
L'incidente si verificò nell'ora di punta del mattino dell'11 settembre 1905, quando un treno in transito sulla linea Ninth Avenue ad una velocità di 30 miglia orarie venne erroneamente deviato sulla curva a gomito che garantiva l'accesso alla linea Sixth Avenue, dove il limite era invece di appena 9 miglia orarie. Il macchinista Paul Kelly, resosi conto dell'errore, schiacciò in fretta il freno. Mentre la carrozza di testa rimase sui binari, la seconda carrozza venne gettata giù dalla sopraelevata sulla strada sottostante, rimanendo inclinata tra la struttura e la strada e prendendo fuoco. Il tetto della seconda carrozza venne strappato via e alcune persone furono sepolte dai resti della terza carrozza, anch'essa uscita dai binari e finita contro la parete di un condominio; alcuni passeggeri della terza carrozza riuscirono invece a scappare attraverso un finestrino. Il bilancio finale fu di 13 vittime e 48 feriti, tutti nella seconda carrozza. Rimase ferito anche un agente di polizia che era nella strada sottostante.

## Indagini
Il 23 settembre 1905, la relazione dei commissari del Board of Railroad diede la maggior parte della colpa dell'incidente al macchinista Paul Kelly, e in parte anche allo scambiatore Cornelius Jackson, accusato di essere lontano dal posto di lavoro al momento dell'incidente. In seguito, il 2 ottobre, la giuria ritenne entrambi responsabili. Kelly affermò di aver impostato correttamente i dischi per indicare la direzione del treno, Jackson replicò che ciò non era avvenuto. J.W. Johnson, che aveva il compito di mostrare i dischi, appoggiò la versione di Kelly così come l'azienda, dal momento che gli scambiatori precedenti avevano identificato correttamente la direzione del treno. Il giudice, tuttavia, affermò che Kelly avrebbe dovuto vedere che il deviatoio era impostato per girare sulla linea Sixth Avenue.
Poco dopo l'incidente, Paul Kelly scomparve e fu arrestato solo due anni dopo, nel giugno 1907 a San Francisco. In seguito, nel mese di febbraio del 1909, Kelly scappò dalla prigione di Sing Sing insieme ad un altro detenuto, ma fu poi catturato dopo che il suo compagno di fuga si ammalò e Kelly si rifiutò di proseguire da solo.